# Govenia utriculata
Govenia utriculata là một loài phong lan.

## Synonyms
Limodorum utriculatum Sw. (1788) is the basionym. Other synonyms include:
- Cymbidium utriculatum (Sw.) Sw. (1799)
- Epidendrum utriculatum (Sw.) Poir. (1810)
- Govenia capitata Lindl. (1835)
- Govenia gardneri Hook. (1838)
- Govenia andrieuxii Rchb.f. (1852)
- Govenia sulphurea Rchb.f. (1885)
- Govenia boliviensis Rolfe (1895)
- Govenia ernsti Schltr. (1919)
- Govenia platyglossa Schltr. (1920)
- Govenia powellii Schltr. (1922)
- Govenia utriculata var. capitata (Lindl.) Correll (1947)

## Hình ảnh

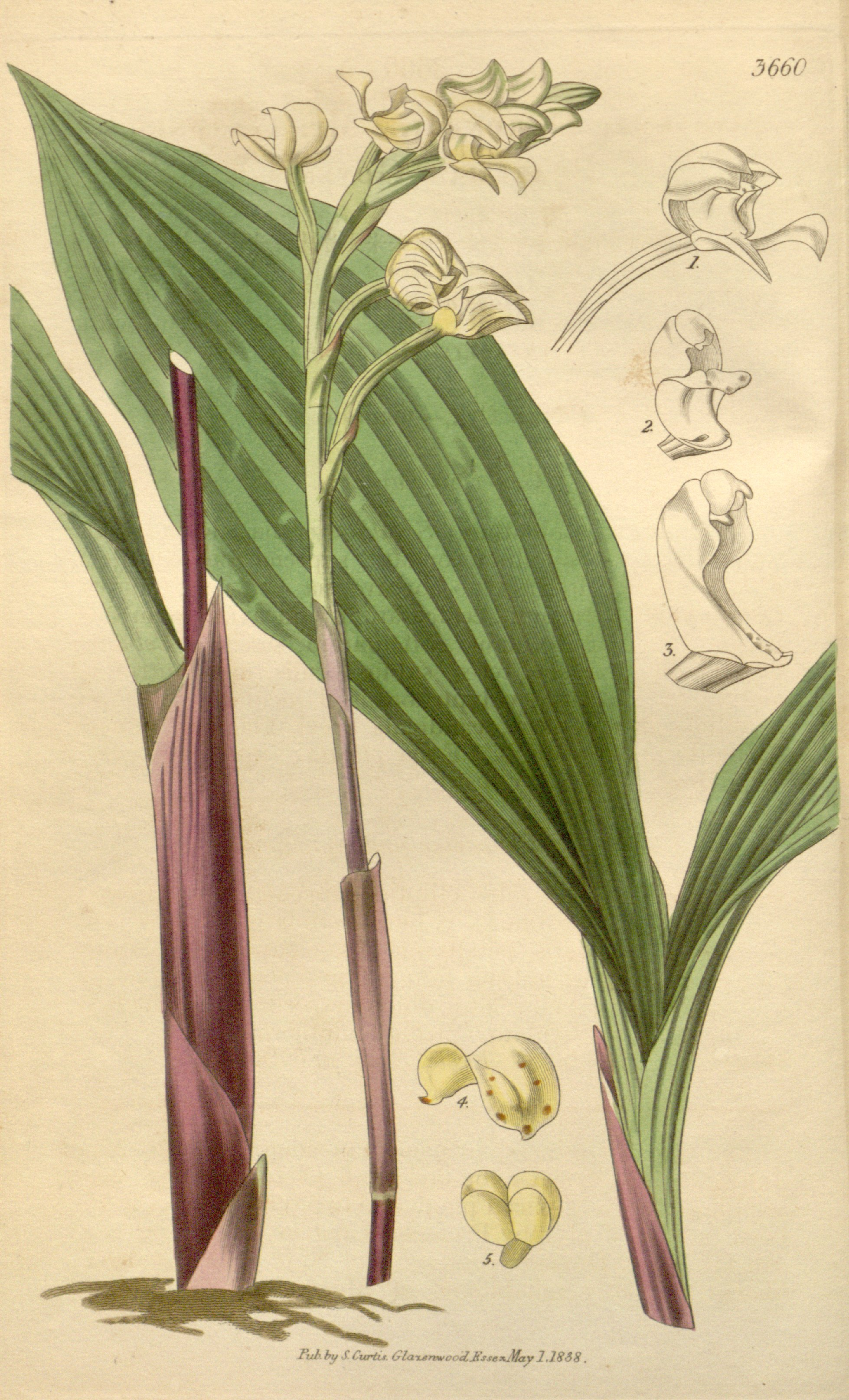
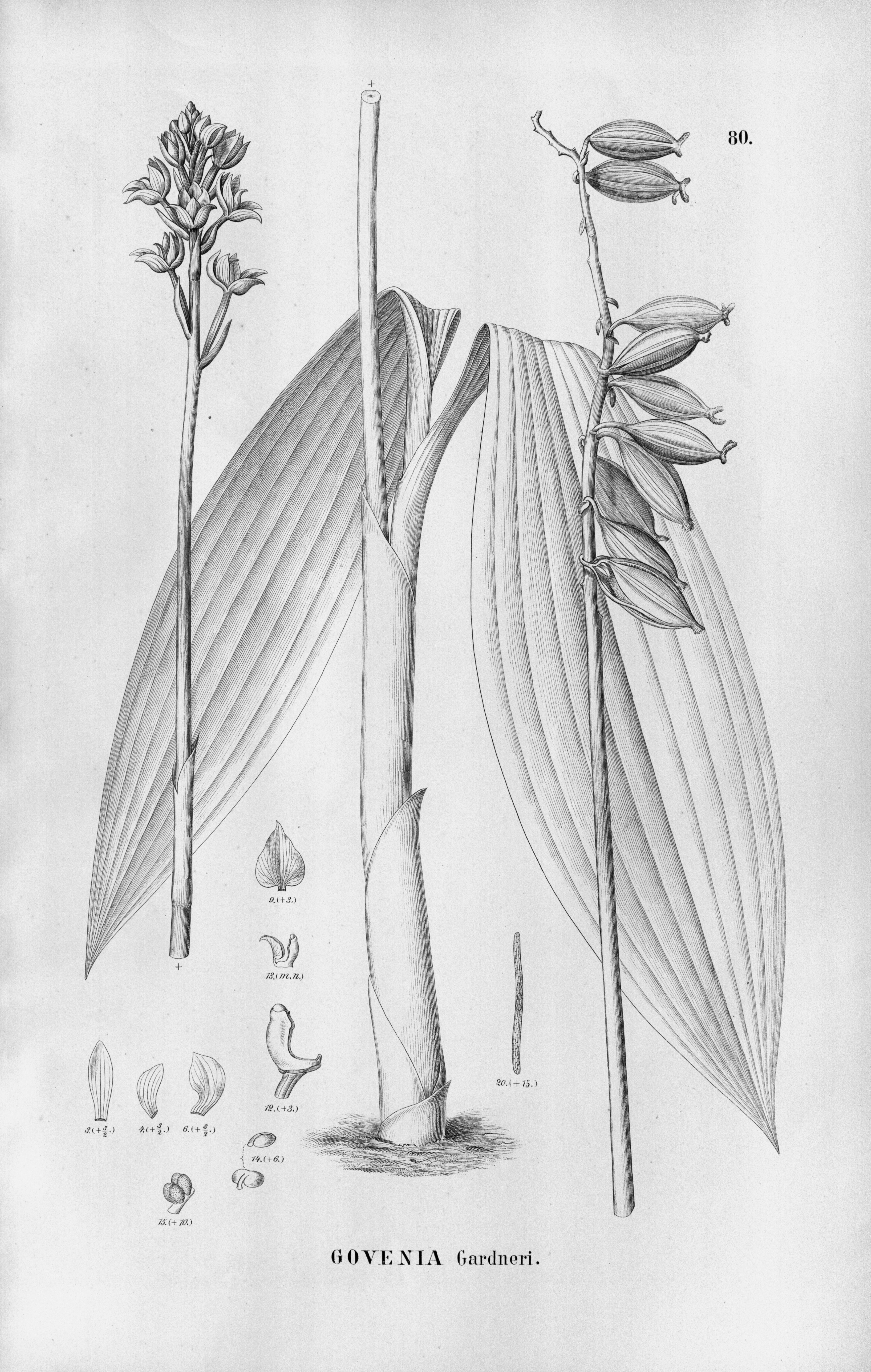
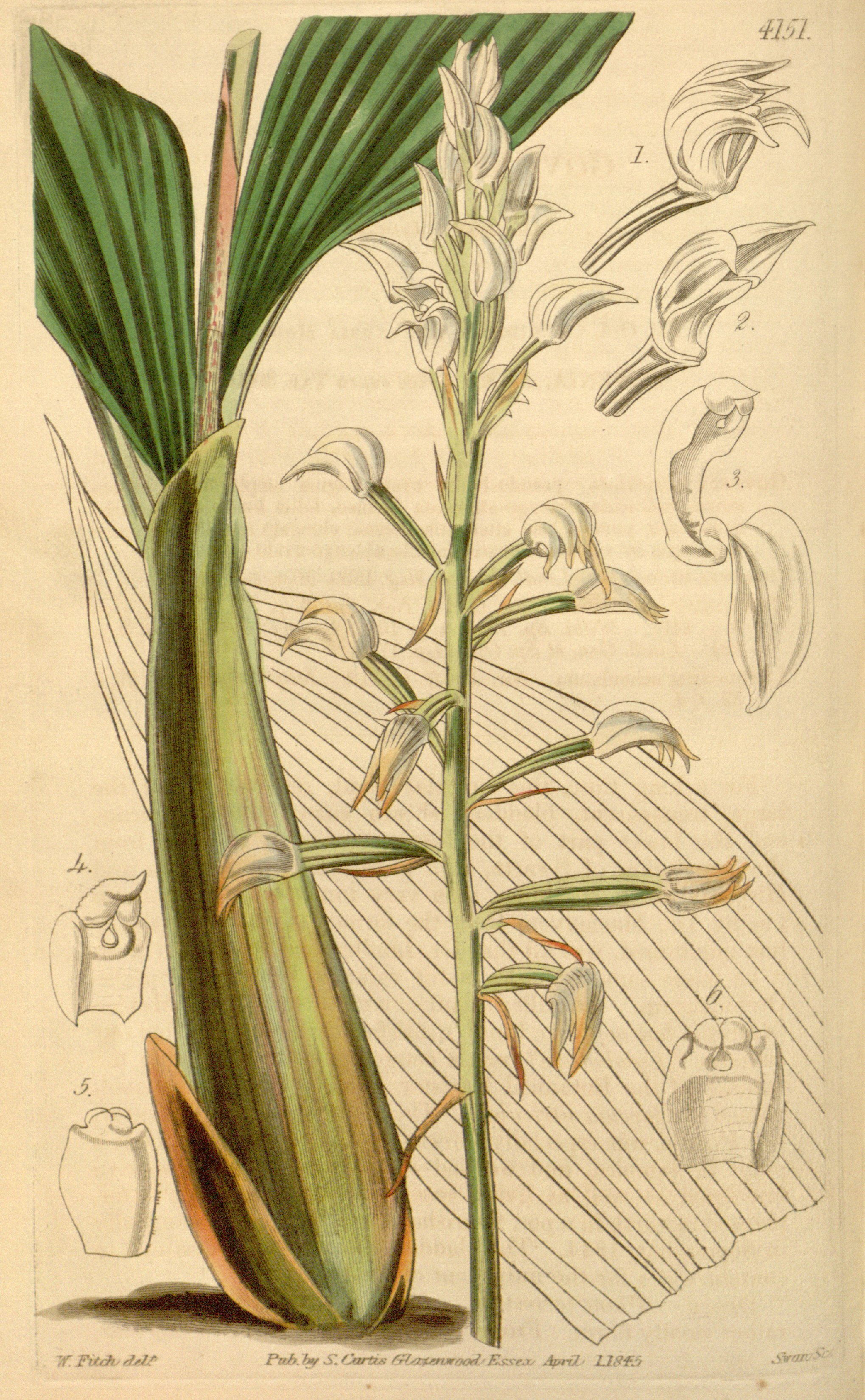
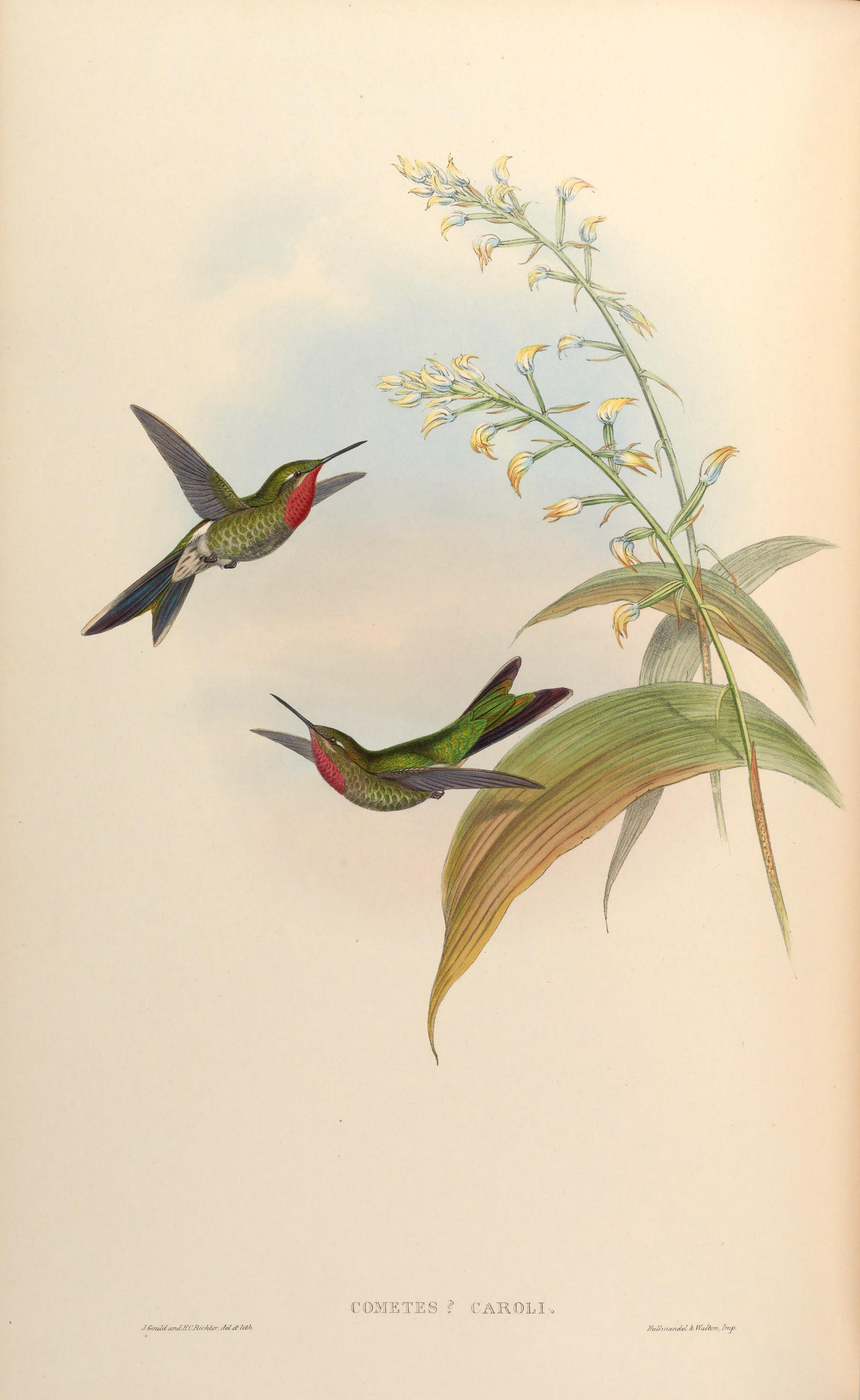